# Клерк, Джордж
Джордж Расселл Клерк (англ. George Russell Clerk; 29 ноября 1874 — 18 июня 1951) — дипломат Великобритании.
Входил в Тайный совет Великобритании с 1926 года.
Учился в Итонском колледже и Нью-Колледже Оксфорда.
В 1921—1926 годах первый посланник Великобритании в Чехословакии, одновременно генеральный консул Великобритании там же.
В 1926—1933 годах посол Великобритании в Турции.
В 1933—1934 годах посол Великобритании в Бельгии.
В 1934—1937 годах посол Великобритании во Франции.
В 1937 году оставил дипломатическую службу.
Рыцарь Великого Креста ордена Святого Михаила и Святого Георгия (1929, рыцарь-командор 1917, кавалер 1908). Кавалер ордена Бани (1914).